# Leo Sterckx
Leo Sterckx (Hulshout, 16 de julho de 1936 – 4 de março de 2023) foi um ciclista belga. Competiu como representante de seu país nos Jogos Olímpicos de Verão de 1960 em Roma, onde conquistou a medalha de prata na prova de velocidade individual.

## Morte
Sterckx morreu no dia 4 de março de 2023, aos 86 anos.